# Otoño – en el río Hudson (Jasper Francis Cropsey)
Otoño, en el río Hudson, cuyo título original en inglés es Autumn-on the Hudson River, 1860, es una de las obras más conocidas de Jasper Francis Cropsey, un importante pintor paisajista estadounidense, miembro de la llamada Escuela del río Hudson.

## Introducción
Jasper F. Cropsey fue celebrado en su época, tanto por el público como por la crítica, como el mejor pintor de los otoños en Estados Unidos. Este cuadro fue realizado durante la segunda estancia de Jasper F. Cropsey en la Gran Bretaña, entre los años 1856 y 1863. Aunque Cropsey era partidario de la pintura al plenairismo, es obvio que este lienzo fue pintado de memoria, en su estudio de Londres.

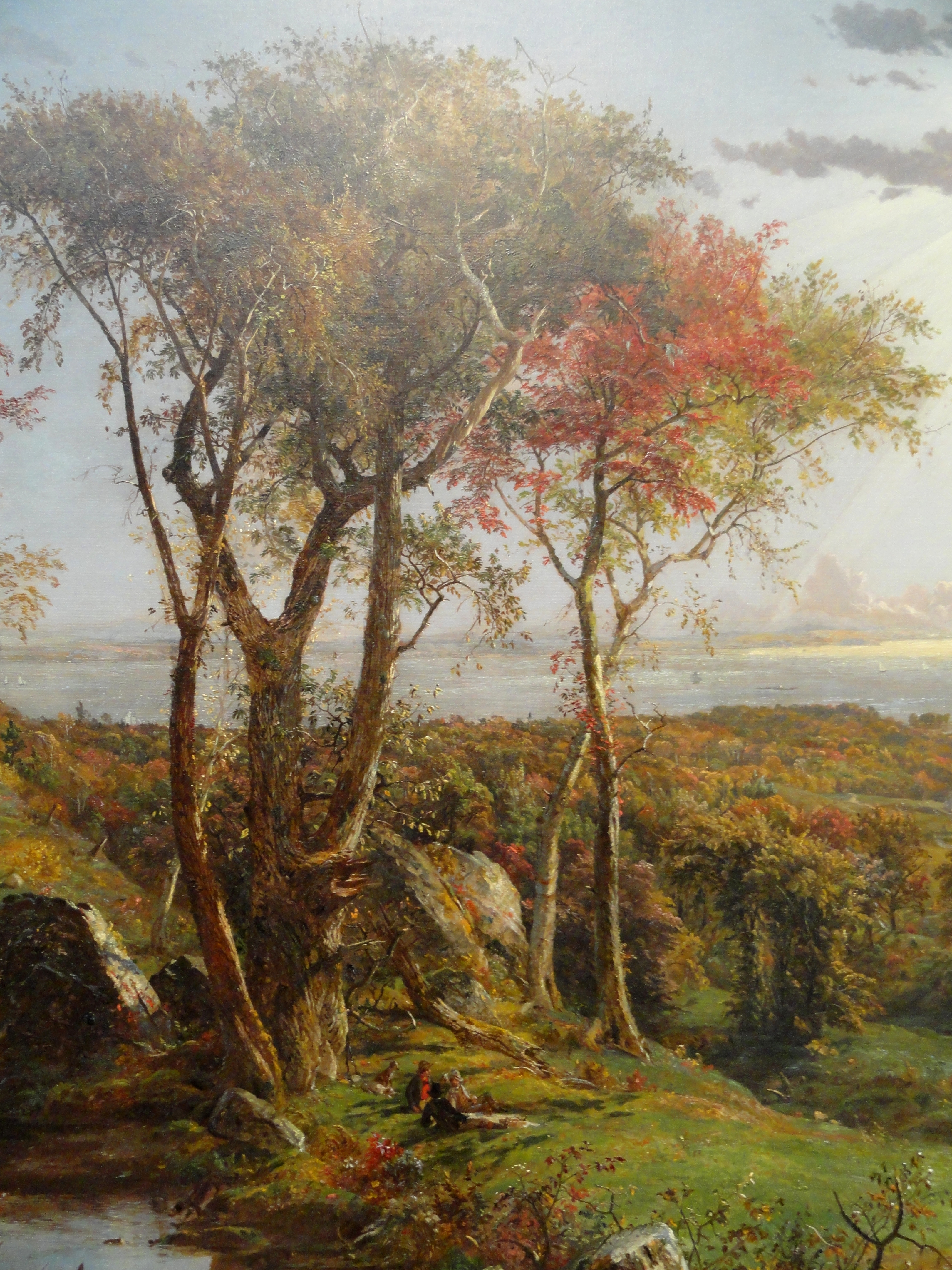
Detalle de la parte centro-izquierda, con los cazadores y sus perros, reposando debajo de los árboles.

El lienzo estuvo listo para su exhibición en el verano de 1860. Cropsey distribuyó folletos, explicando que el cuadro representaba el mes de octubre, aproximadamente a las tres de la tarde, en un día caluroso. Además, Cropsey dispuso en la sala de exposiciones un montaje con hojas de árboles autóctonos del valle del Río Hudson, con el fin de demostrar que la coloración mostrada en el lienzo -semejante a llamaradas rojas y doradas- no era una exageración, puesto que los colores del Indian Summer en aquella parte de los Estados Unidos son diferentes y mucho más vivos que los de otoño inglés.

## Análisis de la obra
- Pintura al óleo sobre lienzo; 151,8 x 274,9 cm.; año 1860; Galería Nacional de Arte, Washington D. C.

- Anotación en la parte inferior, a manera de firma, en el centro: "Autumn, -on the Hudson River / J. F Cropsey / London 1860"

En este lienzo, Cropsey adopta un punto de vista alto, mirando hacia el sureste, hacia el río Hudson y hacia la Storm King Mountain (New York), a la derecha. En primer plano hay un lugar soleado por donde corre un pequeño arroyo, con árboles a cada lado. Tres cazadores con sus perros contemplan la luz del sol. A lo largo de este regato hay signos de la coexistencia armónica del Hombre con la Naturaleza: una pequeña cabaña de troncos, pastoreo de ovejas, niños jugando en un puente, y unas vacas que entran plácidamente a beber agua del arroyuelo. Aquí, el hombre no es un conquistador, ni tampoco un siervo de la naturaleza: los dos coexisten armoniosamente. De hecho, el paisaje se representa como un escenario propenso a una mayor expansión agrícola. Mientras que las escenas de otoño tradicionalmente se asocian con la fugacidad de la vida, esta pintura de Cropsey puede verse como una gozosa celebración del paisaje estadounidense.

## Procedencia
- La procedencia de este lienzo está detallada en este enlace: [7]